# Oxid de beriliu
Oxidul de beriliu este un compus anorganic cu formula chimică BeO. Este o substanță cristalină albă cu proprietăți de izolator electric și prezintă o conductivitate termică mare. Punctul de topire ridicat face ca acest compus să poată fi folosit pe post de material refractar.  În natură, se găsește sub forma mineralului bromelit.